# Anastasia (Boardwalk Empire)
"Anastasia" es el cuarto episodio de la primera temporada de la serie de televisión de HBO, Boardwalk Empire. Emitido originalmente el 10 de octubre de 2010 en Estados Unidos, fue escrito por Lawrence Konner y Margaret Nagle y fue dirigido por Jeremy Podeswa. El episodio recibió críticas favorables en general. La audiencia cayó a 1,1 (adultos entre 18-49) con respecto a episodio anterior. En el episodio, Nucky celebra su cumpleaños y Jimmy se asenta en su nuevo hogar, Chicago.

## Argumento
El episodio comienza en Chicago, cuando Al Capone entra a la habitación de Jimmy a la medianoche con un arma, mientras Jimmy duerme. Al apunta su arma cerca de la cabeza de Jimmy y dispara, pero erra intencionadamente. Fue una broma. Jimmy queda sordo momentáneamente y su oreja comienza a sangrar. Más tarde, Capone y Jimmy van a un pub de Chicago para intentar convencer al dueño de que le compre alcohol a Johnny Torrio. Al y Jimmy se reúnen con Sheridan. Al les dice que se marchen del barrio griego. Después de negociar, acuerdan un 50%. Sin embargo, esto los deja inconformes. Sheridan manda a uno de sus hombres al burdel de Torrio, después de ir a una habitación con Pearl, este la marca en la cara con un cuchillo.
En Atlantic City, Nucky organiza su cumpleaños. Pero está preocupado por el voto de los negros, después de que uno de los hombres de Chalky es asesinado. Más tarde, Eli y su compañero van a una reunión del Ku Klux Klan y se llevan al hombre a cargo. Chalky le cuenta de las habilidades de su padre como carpintero y de cómo un día seis hombres blancos lo colgaron de un árbol por ser negro. Chalky le corta el dedo intentando de que este hombre confesara que fue el Klan el que mató a su hombre. Chalky le dice a Eli que no fue el Ku Klux Klan.
En la fiesta de Nucky el senador Edge le dice que no puede tener el dinero para la carretera de Atlantic City, porque Frank Hauge quiere carreteras hacia el norte. El senador Edge le dice a Nucky que no puede esperar tener todo.
Mientras busca a Jimmy, Lucky Luciano encuentras a Gillian, la madre de Jimmy. Le dice que está buscando a "James". Ella no le cree y le dice que se vaya. Lucky la sigue los próximos días.
En su casa, Margaret lee acerca de una mujer hallada en el río que asegura ser la gran Duquesa Anastasia de Rusia. Luego Margaret va a trabajar, y su jefa le dice que debe llevarle un vestido a Lucy a la fiesta de Nucky. Llega y baila con Nucky. Esto la hace sentir una princesa, pero al mismo tiempo siente celos de Lucy, que vive ese tipo de vida. Mientras camina por el paseo marítimo, Margaret ve un artículo del periódico que dice que la mujer que decía ser Anastasia era un fraude.
El episodio termina esa tarde con Margaret trabajando y viendo como Nucky y Lucy se preparan para una noche en la ciudad. Molesta, Margaret toma un vestido de "Belle Femme" y se va.

## Recibimiento

### Crítica
El episodio recibió críticas positivas. IGN le dio al episodio el puntaje más alto hasta ese moemento, un 8,5 y comentó: "Es asombroso que los escritores encontraran una manera de poner una narración tan buena en una hora de televisión". También dijeron: ""Anastasia", el cuarto episodio, es el mejor hasta el momento, volviendo a sus criminales en personajes simpáticos a pesar de sus vicios y secretos, y haciéndolo sin recurrir a maneras forzadas o empalagosas". TV Fanatic le dio un puntaje de 4,5/5 y elogió la transformación de Margaret: "Mi momento favorito fue la brillante transformación de Margaret en un personaje bienhablado e inteligente. Su cambio, de tímida con pocas ambiciones, llegó en el mejor momento, durante la fiesta de Nucky. Mientras el Comodoro repetía su "test" de inteligencia femenina y visión para la política en Lucy, Margaret manifiesta una informada opinión acerca del voto femenino diciendo: 'En la mayoría de los países civilizados, las mujeres tienen ese privilegio'".

### Índice de audiencia
El índice cayó a un 1,1 (adultos entre 18 y 49) desde el 1,4 de la semana anterior, y perdió más de 800.000 espectadores.